# Lipówka (rejon postawski)
Lipówka (biał. Ліпаўка; ros. Липовка) – dawna wieś na Białorusi, w obwodzie witebskim, w rejonie postawskim, w sielsowiecie Nowosiółki.

## Historia
W czasach zaborów w granicach Imperium Rosyjskiego.
W dwudziestoleciu międzywojennym wieś leżała w Polsce, w województwie wileńskim, w powiecie duniłowickim (od 1926 postawskim), w gminie Łuczaj.
Według Powszechnego Spisu Ludności z 1921 roku zamieszkiwało tu 50 osób, 49 były wyznania rzymskokatolickiego a 1 prawosławnego. Jednocześnie 49 mieszkańców zadeklarowało polską przynależność narodową a 1 białoruską. Było tu 8 budynków mieszkalnych. W 1931 w 7 domach zamieszkiwało 43 osoby.
Miejscowość należała do parafii rzymskokatolickiej w Postawach. Podlegała pod Sąd Grodzki w Postawach i Okręgowy w Wilnie; właściwy urząd pocztowy mieścił się w Postawach.
W 1938 roku miejscowość należała do gromady Promyślady gminy Łuczaj.
Po agresji ZSRR na Polskę w 1939 roku wieś znalazła się pod okupacją sowiecką, w granicach BSRR. W latach 1941–1944 była pod okupacją niemiecką. Następnie leżała w BSRR. Od 1991 roku w Republice Białorusi.
Miejscowość w 2018 została zlikwidowana.